# 海神鲸属
海神鲸属（学名：Nehalaennia）为须鲸科的一个属。

## 下属物种
本属包括以下物种：
- Nehalaennia devossi Bisconti, Munstermann & Post, 2019[2]